# Allerheiligenkirche (Jáchymov)

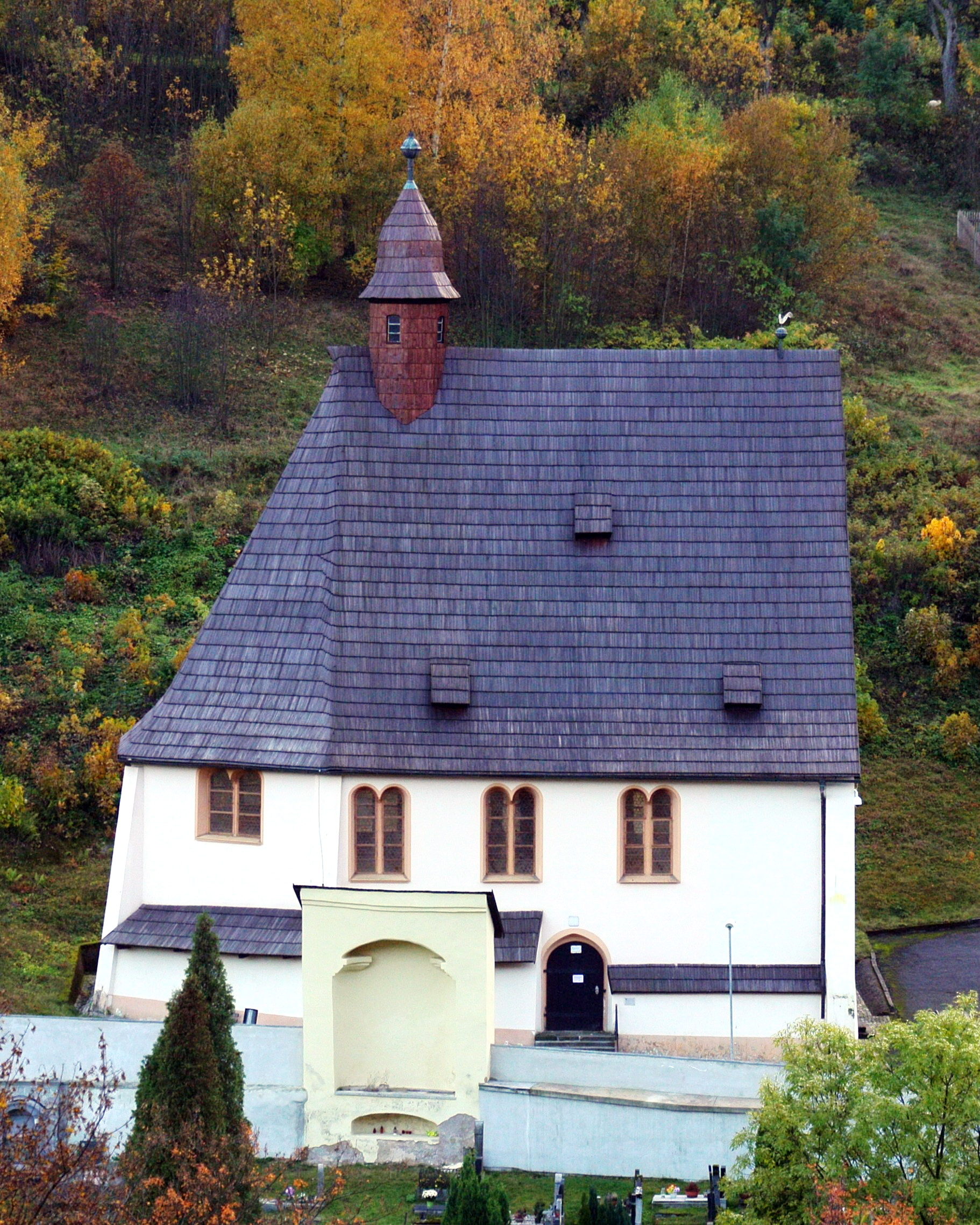
Allerheiligenkirche in Jáchymov

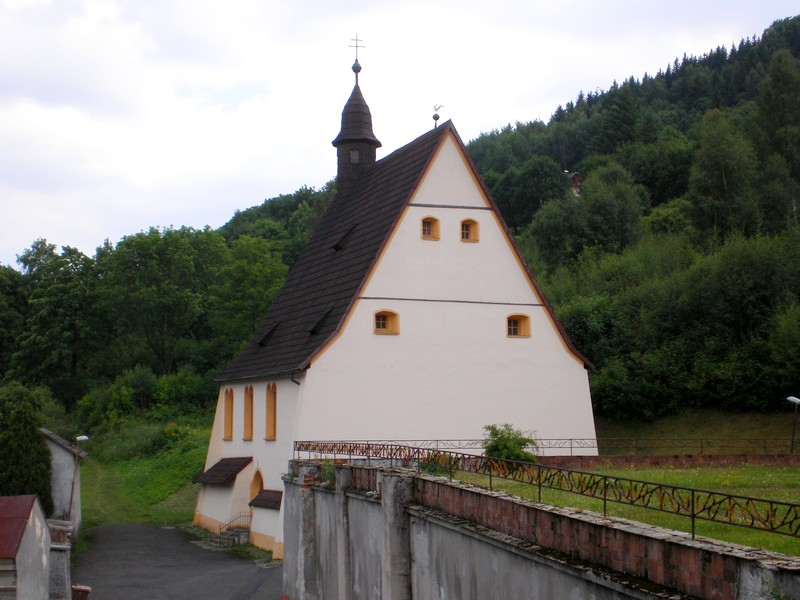
Vorderansicht

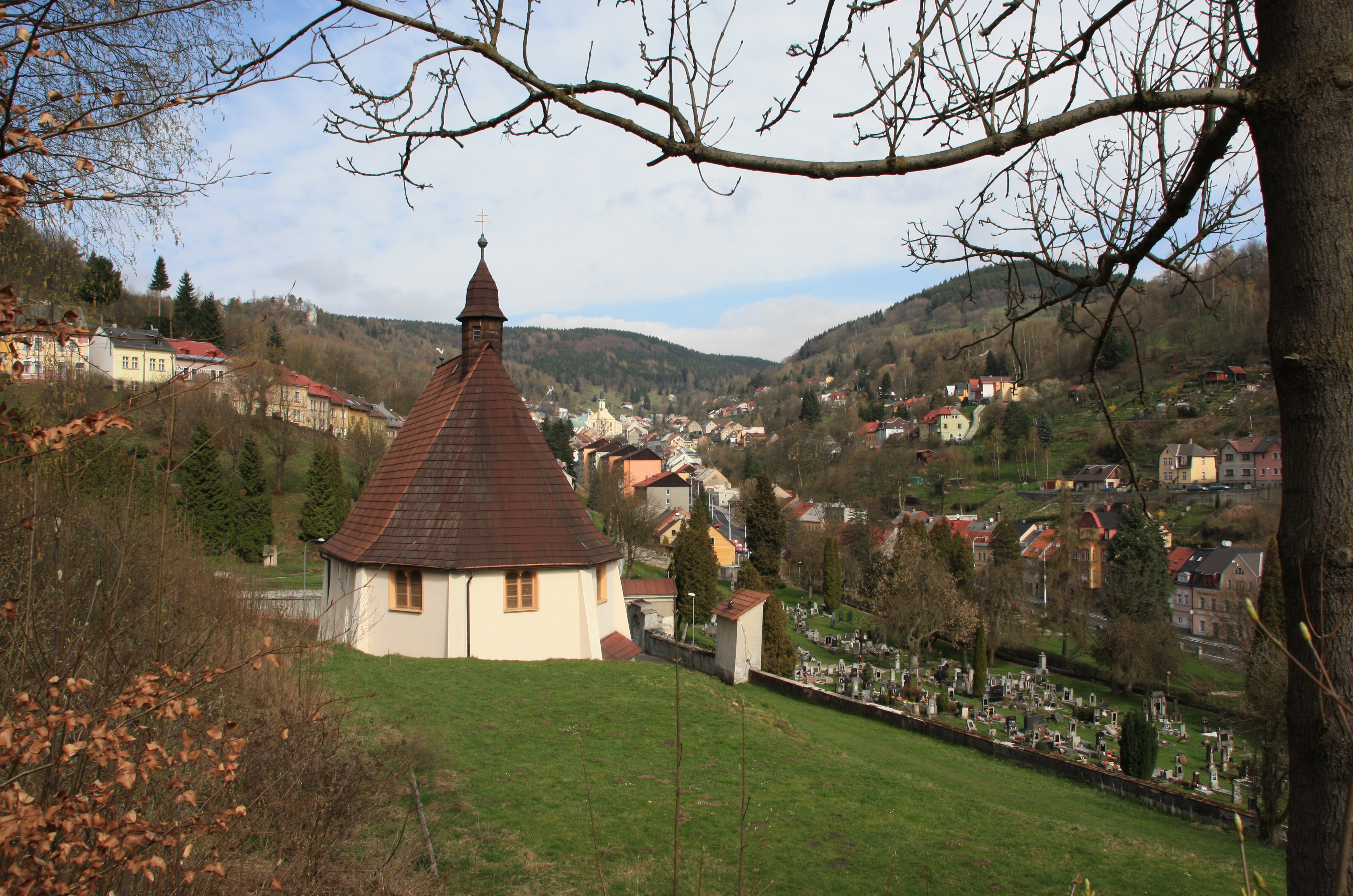
Blick von der Kirche stadtaufwärts

Die Allerheiligenkirche (auch Spitalkirche; tschechisch Kostel Všech svatých) ist das älteste Kirchengebäude der Stadt Jáchymov (deutsch Sankt Joachimsthal) in der Karlsbader Region in Tschechien. Sie entstand in der Zeit von 1516 bis 1520.

## Beschreibung
Die einschiffige Saalkirche oberhalb des städtischen Friedhofs ist ein äußerlich weiß verputzter Fachwerkbau mit mächtigen, schräg aufgeführten Stützpfeilern und einem schindelgedeckten Satteldach mit kleinem Dachreiter.

## Geschichte
Das Gebäude diente ursprünglich dem neu gegründeten St. Joachimsthal als Pfarrkirche und wurde zwischen 1516 und 1520 nach Entwürfen eines unbekannten Architekten an einem Hang südöstlich des Stadtzentrums errichtet. Bereits 1520 wurde dort der erste Gottesdienst gehalten. Im gleichen Jahr erhielt der Kirchturm eine Glocke aus der Werkstatt des örtlichen Glockenmachers Hans Wildt und das Kircheninnere eine Orgel von den Organisten Blasius und Anton Lehmann aus Bautzen.
Während der Reformationszeit predigten dort u. a. Münzer, Karlstadt, Mathesius und Egranus. 1530 entstand neben der Kirche ein Spitalgebäude das mit ihr durch eine Umfassungsmauer verbunden war. Zudem wurde unterhalb der Kirche ein Friedhof angelegt, der später mehrmals erweitert wurde. Nach der Vollendung der neuen Dekanalkirche 1540 diente die ehemalige Pfarrkirche als Spital- und Friedhofskirche und reichen Joachimsthaler Bürgern als Grablege. Der Dachboden der Kirche wurde zeitweise als Getreidespeicher genutzt.
1780 bezeichnete man die Spitalkirche als heruntergekommen. 1782 erfolgte eine Erneuerung und Umgestaltung. Um die hohen Reparaturkosten zu decken, wurde beschlossen, die metallernen Grabsteine zu verkaufen. Im 18. Jahrhundert begann auch der Umbau des benachbarten Spitalgebäudes im Stil des Barock. Nach der Vertreibung der deutschen Bevölkerung nach 1945 wurde die Kirche nicht mehr instand gehalten. Am 3. Mai 1958 wurde die Kirche als Denkmal in das Staatliche Verzeichnis der Kulturdenkmäler aufgenommen.
Das zugehörige ehemalige Spitalgebäude wurde ca. 1958 abgerissen und an deren Stelle ein Urnenhain angelegt. Im Juli 1964 begann eine Renovierung des Äußeren der baufälligen Kirche. In den Jahren 1967 bis 1968 wurden notwendige Reparaturen im Kircheninneren vorgenommen und auch ein Teil der Innenausstattung restauriert. Die Bildepitaphien transportierte man zur Restauration nach Prag. Ende der 1980er Jahre befand sich die Kirche wiederum in einem schlechten Zustand und drohte einzustürzen. 
In den Jahren 1992 bis 1993 erfolgte in zwei Phasen eine vollständige Restauration der Kirche. Dabei wurde der Dachstuhl statisch gesichert, das Dach mit neuen Schindeln gedeckt, die Fassade erneuert und das Kircheninnere komplett rekonstruiert. Die Kosten beliefen sich auf ca. 3,5 Mio. CZK. Zum Abschluss erhielt die Kirche ihre ursprüngliche Glocke von 1520 zurück, die als ältestes bewegliches Denkmal von Jáchymov gilt.

## Ausstattung
Zu den Ausstattungsstücken zählen ein von dem Berghauptmann Heinrich von Könneritz gestifteter Flügelaltar. Dessen Haupttafel zeigt die „Mystische Verlobung der hl. Katharina“ aus der Werkstatt Lucas Cranachs. Es ist Teil eines uneinheitlichen Retabels, das das Leben Marias darstellt. Ursprünglich war der Altar mit barocken Holzskulpturen des hl. Joachim und des hl. Joseph versehen, die früher auf der Predella standen. An den Ecken des Polyptychons und des ersten Aufsatzes waren geschnitzte Engelsköpfe in stilisierten Wolken angebracht. Die Inschrift auf dem Barockpodest lautet: 

„Gott seiner Werthesten Mutter Maria zu gröserer Ehr, dan zu der Selig Verstorbenen Rosina Müllerin sonderer Gedächtnus, haben Ihrer Leiblich hinter, Lassene zweij Kinder Jacob Müller und Anna Rosina Maderin gebohrne Müllerin zu dem Altar diese auszstaffierte Statuen und Zirathen von eigen Kosten zu einer Voll / komenhiet ausführen lassen. Gut und Heylsamt ist dasz Obffer vor die abgestorben. 2. Machab. 12 Im 1681“

Ein 1544 für den Gottesacker entstandene Kreuzigungsgruppe aus Sandstein ist ein Werk des Dresdener Bildhauers Christoph Walther I.

### Epitaphe
Bestandteil der Kirche sind eine im tschechischen Raum einzigartige Sammlung von Bildepitaphen aus dem 16. und 17. Jahrhundert. Teile befinden sich heute in der Ausstellung des Münzhauses von Jáchymov. In der Kirche wurden unter anderem folgende Personen bestattet:
- Baltzer Klein, Doktor med. († 9. Mai 1560)
- Ruprecht Pullacher, Münzmeister († 11. Juni 1563)[5]
- Ursula von Steinberg, Tochter des Wolf von Steinberg, Kammerrath († 1581)[6]
- Georg Kadner, Münzmeister († 29. Juli 1582)
- Paul Hofman, Münzmeister († 1599)[7]
- Paul Beer, Gewerke († 26. Dezember 1604)[8]
- Centurio Lengenfelder, Münzmeister († 1621)[9]
- Susanna Schedlich († 1638)
- Johann Jakob Schedlich, Bürgermeisterssohn († 9. Mai 1665)[10]

## Geläut
Im Kirchturm befindet sich eine Glocke aus dem Jahr 1520 mit einer Höhe von 0,65 m und einem Durchmesser von 0,65 m. Sie trägt die Inschrift: „SIT NOMEN DOMINI BENEDICTVM EX HOC NV 1520“. Zudem befand sich dort eine Glocke aus dem 17. Jahrhundert mit einer Höhe von 0,26 Meter und einem Durchmesser von 0,25 Metern, die zu Kriegszwecken eingeschmolzen wurde.